# Asier Maeztu
Asier Maeztu Villalabeitia (ur. 14 października 1977 w San Sebastián) – hiszpański kolarz torowy i szosowy, brązowy medalista olimpijski oraz brązowy medalista torowych mistrzostw świata.

## Kariera
Pierwszy sukces w karierze Asier Maeztu osiągnął w 2003 roku, kiedy na mistrzostwach Hiszpanii zdobył srebrny medal w madisonie i brązowy w indywidualnym wyścigu na dochodzenie. Na rozgrywanych rok później mistrzostwach świata w Melbourne wspólnie z Sergi Escobarem, Carlosem Castaño i Carlosem Torrentem wywalczył brązowy medal w drużynowym wyścigu na dochodzenie. W tym samym składzie Hiszpanie zdobyli brązowy medal w tej konkurencji również na igrzyskach olimpijskich w Atenach. W 2008 roku wystartował na igrzyskach olimpijskich w Pekinie, gdzie w drużynowym wyścigu na dochodzenie Hiszpanie zajęli siódmą pozycję. Ponadto Maeztu wielokrotnie zdobywał medale mistrzostw kraju, w tym w 2005 roku był najlepszy w madisonie. W 2011 roku został mistrzem Kraju Basków w indywidualnej jeździe na czas.